# Giuseppe Di Stefano

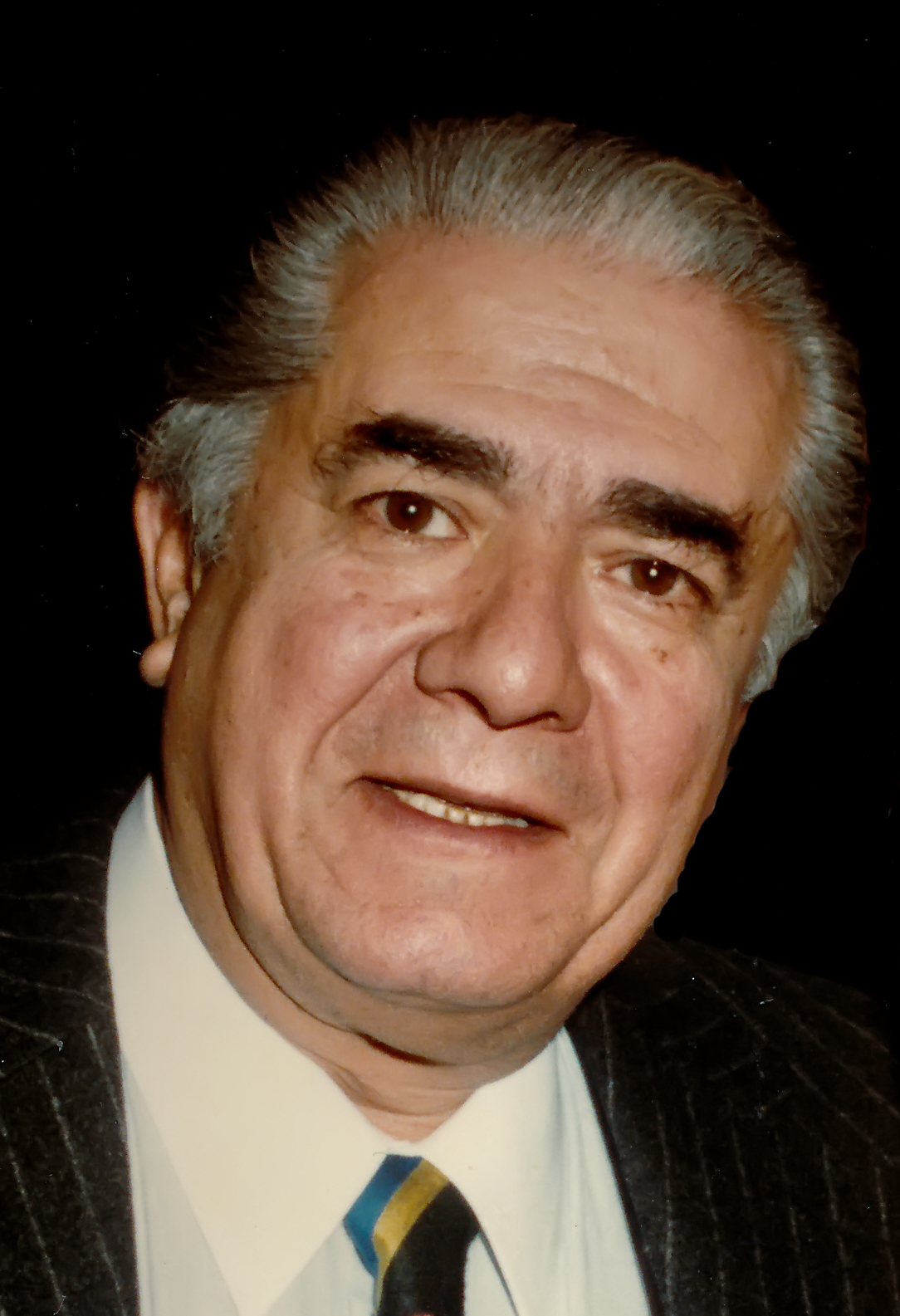
Giuseppe Di Stefano en 1983

Giuseppe Di Stefano (Motta Sant'Anastasia, Sicilia; 24 de julio de 1921-Santa Maria Hoè, Lombardía; 3 de marzo de 2008) fue un tenor lírico italiano que desarrolló su carrera desde finales de los años 1940 hasta principios de la década de 1970. Su encuentro artístico con el barítono Tito Gobbi y la soprano Maria Callas ha sido uno de los más famosos de la historia del canto del siglo XX.
De él se ha dicho que era «el tenor con la voz más hermosa». Se le conocía popularmente como Pippo.

## Biografía
Fue hijo único de un zapatero y de una modista, fue educado en un seminario jesuita y pensó en ordenarse sacerdote. En el seminario un amigo le oyó cantar y sorprendido le dijo que su voz era excepcional,  que cultivara más su voz y la dedicara a la ópera. Su voz, de gran belleza, podía realizar «diminuendos» desde un agudo fuerte a un hilo cálido de voz tan único que llamó la atención inmediata del público que lo convertiría en una leyenda.
Uno de los fenómenos más marcados e interesantes en relación con Di Stefano es la incomprensión de su inigualable capacidad técnica, lo que ha llevado tanto a críticos como a detractores y aun seguidores a decir que no poseía técnica o una «buena técnica», cuando al menos por quince o veinte años de carrera exhibió una grandeza técnica inalcanzable e insuperable al día de hoy, sobre todo en el repertorio belcantista y lírico, pero también abordando cierto repertorio verista. Un error de sus críticos es decir que cantaba abierto o que no «cerraba» los agudos, cuando su vocalidad expresaba lo que se llama cubrir la voz desde una posición abierta, lo cual le permitió la más asombrosa y conmovedora expresividad o «forma de decir». Los ejemplos son incontables, desde la ópera a la canción napolitana y popular. Su decadencia prematura pareciera deberse a dos factores principales: 1. El paso a un repertorio más dramático sin el adecuado ajuste técnico. 2. Los excesos de la «buena vida». Aunque el propio Di Stefano argumentó en algunas entrevistas problemas de respiración y de alergia. Junto con Enrico Caruso y Mario del Monaco, ocupa uno de los principales lugares de gloria del canto italiano.
En 1946 debutó operísticamente en la ciudad de Reggio Emilia interpretando el papel de Des Grieux en la ópera Manon de Massenet, papel con el que debutaría al año siguiente en La Scala. 
Sus recordadas actuaciones en La Scala, Covent Garden, Deutsche Oper Berlin, Teatro Colón, Metropolitan Opera, Wiener Staatsoper junto a figuras como Birgit Nilsson, Zinka Milanov, Leontyne Price, Antonietta Stella, Renata Tebaldi, Régine Crespin, Leyla Gencer sin contar con su más célebre acompañante, la soprano Maria Callas a quien acompañó en su reaparición después de casi diez años de silencio en un único y último tour en 1973.
Fue uno de los tenores favoritos de Arturo Toscanini, Victor de Sabata y Herbert von Karajan.
Sus recitales de música napolitana y canzonetta también gozaron del favor de la crítica y público.
Sus años de plenitud vocal fueron la década del 1950-60 y participó en la legendaria grabación de Tosca de Puccini con Maria Callas y Tito Gobbi dirigidos por Victor de Sabata, considerada unánimemente por la crítica especializada como uno de los mejores registros clásicos de la historia.
Sus últimas apariciones en público tuvieron lugar a mediados de los años noventa. En ellas, interpretaba canciones napolitanas como 'I'te vurria vasà', que ofreció al público del Festival Internacional de Santander el 6 de agosto de 1994.

### La agresión en la playa de Diani
En Diani (Kenia) en diciembre de 2004, fue agredido brutalmente por unos desconocidos y hubo de ser sometido a varias operaciones. Después de Mombasa donde la agresión sucedió, su esposa Mónica Curth hizo que un avión lo llevara a Milán, ahí se sintió mejor, habló con sus médicos, por cuatro días estuvo bien, luego entró en un coma profundo hasta su muerte en 2008.

## Grabaciones con María Callas
A pesar de que su carrera fue relativamente breve, Di Stefano fue el más asiduo acompañante de María Callas en algunas de sus grabaciones más famosas, para el sello de EMI. Juntos grabaron las siguientes óperas completas:
- Lucia di Lammermoor - 1953
- I Puritani - 1953
- Cavalleria rusticana - 1953
- Tosca - 1953
- I Pagliacci - 1954
- Rigoletto - 1955
- Il Trovatore - 1956
- La Boheme - 1956
- Un ballo in maschera - 1956
- Manon Lescaut - 1957

## Otras grabaciones
- Madama Butterfly con Victoria de los Ángeles - 1954
- La Traviata con Antonietta Stella y Tito Gobbi - 1955
- L'elisir d'amore con Hilde Gueden - 1956